# 陈希孺
陳希孺（1934年2月11日—2005年8月8日），男，湖南望城人，中國數理統計學家，中國科學院院士。

## 生平
1956年畢業於武漢大學數學系，後曾擔任該系研究所副所長，並擔任中國數學學會概率統計學會理事長。1980年晋升为教授，1997年当选为中国科学院院士。长期任教于中国科学技术大学。

## 著作
著作有《概率论与数理统计》、《數理統計引論》、《線性模型參數估計的理論》、《非參數統計》、《近代回歸分析》等。